# Cortinarius anomalus
Cortinarius anomalus (Elias Magnus Fries, 1818 ex Elias Magnus Fries, 1838) din încrengătura Basidiomycota, în familia Cortinariaceae și de genul Cortinarius este o specie destul de frecventă de ciuperci comestibile care coabitează, fiind un simbiont micoriza (formează micorize pe rădăcinile arborilor). O denumire populară nu este cunoscută. În România, Basarabia și Bucovina de Nord trăiește de la câmpie la munte (până la peste 2000 m) în grupuri mai mici, în primul rând pe sol acru și umed, prin mușchi sau prin iarbă, în păduri de conifere, foioase și mixte, sub fagi, mesteceni, molizi și pini). Timpul apariției este din (iulie) august până în octombrie (noiembrie).

## Taxonomie

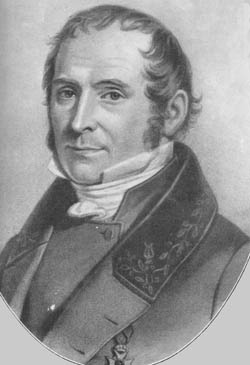
Elias Fries

Probabil prim-descrierea speciei i se cuvine savantului francez Pierre Bulliard care a menționat-o și pictat-o sub denumirea Cortinarius proteus în volumul 2 al operei sale Histoire des champignons de la France din 1792, dar numele binomial hotărât însă este Agaricus anomalus, determinat de faimosul savant suedez Elias Magnus Fries în volumul 2 al operei sale Observationes mycologicae din 1818.
Apoi, în 1838, Fries însuși a transferat specia la genul Cortinarius sub păstrarea epitetului, de verificat în cartea sa Epicrisis systematis mycologici, seu synopsis hymenomycetum, fiind și numele curent valabil (2022). 
După ce au fost alăturate mai multe alte specii drept sinonime, în special Cortinarius azureus a lui Fries din 1838,  există actual mulți alți taxoni acceptați, de verificat la Index Fungorum. O selecție mare este listată în infocasetă. 
Epitetul specific este derivat din adjectivul latin (latină anomalus=abnorm, frapant, iregular, neregulat), datorită aspectului variabil al buretelui și în urmă greutății de a fi identificat macroscopic.

## Descriere
În genul de bureți Cortinarius, și așa dificil de diferențiat, Cortinarius anomalus este unul dintre cele mai variabile și greu de identificate specii doar prin însușirile macroscopice - de unde și numele său comun. Culoarea cuticulei în special are caracteristici foarte diferite și în plus se schimbă pe măsură ce corpul fructifer se maturizează.

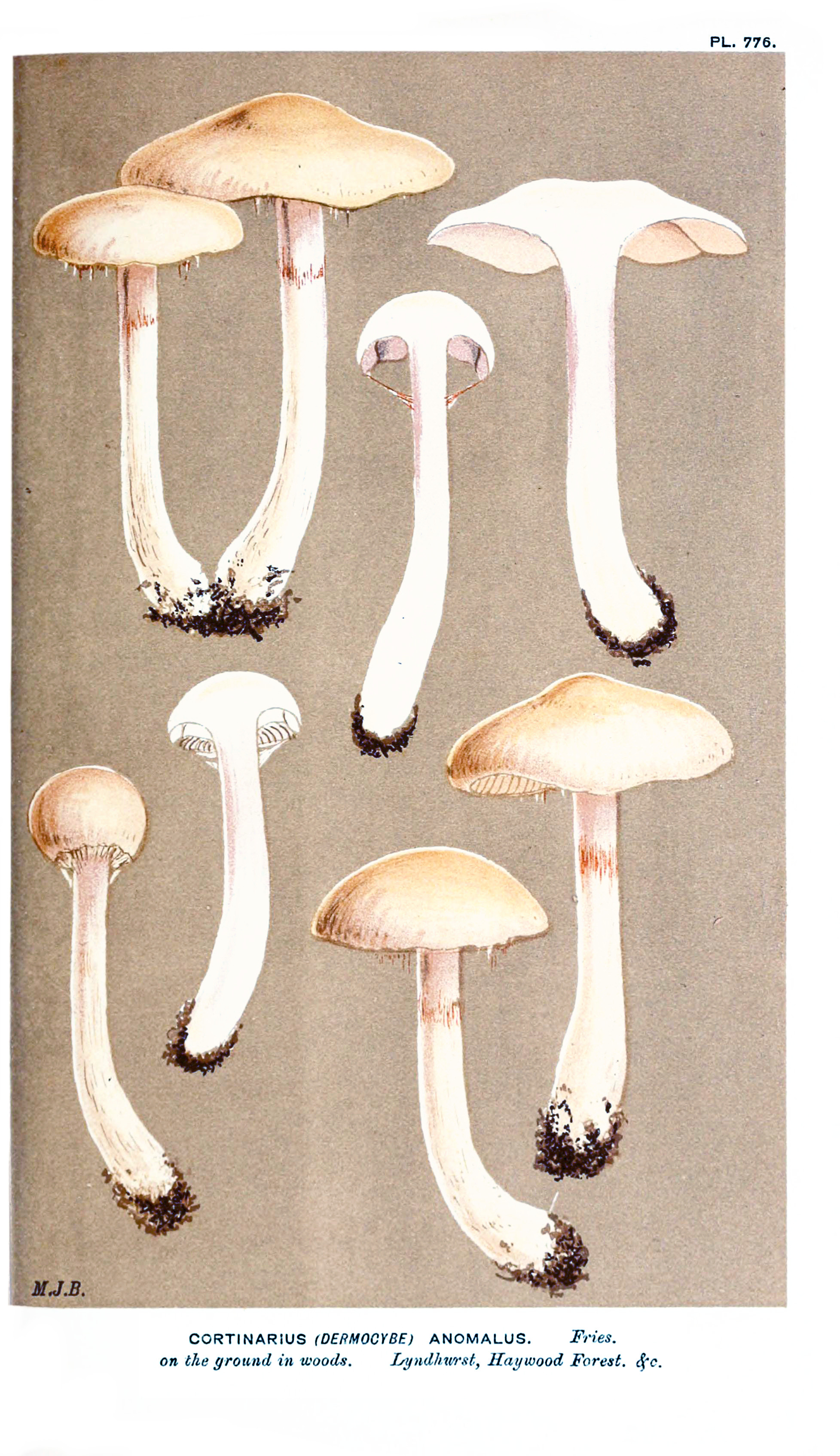
Cooke: Cortinarius anomalus

- Pălăria: destul de cărnoasă și moale cu un diametru de 4-7 (9) cm este la început boltită emisferic, uneori ceva conică, cu marginea răsucită spre interior, devenind apoi aplatizat conică mai mult sau mai puțin îndoită, ocazional cu rupturi radiale, fără sau cu o cocoașă largă și tocită în centru. Cuticula uscată este netedă, lucios-mătăsoasă și încrustată radial-fibros. Coloritul foarte variabil poate fi gri-maroniu, brun de alună, gri-violet, roz-violet, brun-liliachiu sau ruginiu-violet cu marginea adesea argintie.
- Lamelele: destul de apropiate sunt subțiri, cu multe lameluțe intercalate de lungime diferită și slab bombat aderate la picior, fiind învăluite la început de o cortină albă cu nuanțe liliachie, formată din fibre foarte fine ca păienjeniș, resturile vălului parțial. Coloritul este la început ocru sau fin violet (depinde de variație), devenind cu avansarea în vârstă brun de scorțișoară până brun-violet, muchiile zimțate, ulterior de aceiași culoare, sunt în tinerețe albe.
- Piciorul: cu o înălțime de 5-8 (10) cm și o grosime de 0,8-2 cm este uscat, robust, ceva fibros, cilindric, uneori îndoit, la bază îngroșat în formă de măciucă mai mult sau mai puțin pronunțată, fiind împăiat pe dinăuntru și la bătrânețe tubular gol. Formează, depinde de variație, datorită resturilor vălului, o zonă inelară insinuată trecătoare, de culoare crem până deschis ocru care poate avea și forma de cordon. Coloritul în general albicios arată de la zona inelară în sus nuanțe liliachii, iar în jos ocru-gălbuie. Baza este adesea învelită de un puf alb.
- Carnea: nu prea fermă, la bătrânețe fragedă, este de colorit alb, deschis liliachiu până fin gri-violaceu care devine în vârstă purpuriu, la Cortinarius azureus închis albastru-violaceu. Mirosul, inițial plăcut dulcișor cu nuanțe de ciupercă, devine mai târziu fistichiu cu o aromă pământoasă sau de miere artificială, gustul fiind blând.[3][4]
- Caracteristici microscopice: are spori ocru-gălbui, nu dextrinoizi, aproape rotunzi până slab elipsoidali cu un apicol rotunjit lat, presarăți pe suprafață cu veruce dense, ascuțite, de lungime diferită de până la 0,5 µm înălțime, dar uneori doar cu un aspect aspru, măsurând 6,8-7,7-8,6 x 5,4-6,1-6,9 microni. Pulberea lor este ruginie. Basidiile clavate cu preponderent 4 sterigme fiecare au o dimensiune de 25-32 x 6-8 microni. Pileocistidele (elemente sterile de pe suprafața pălăriei) prezintă celule cu pereți groși de aproximativ 27 µm lățime de colorit galben deschis.[10][11]
- Reacții chimice: carnea se înroșește cu fenol, carnea și lamelele se decolorează cu hidroxid de potasiu de 40% numai slab gri până albăstrui deschis, în rest negativ, iar cuticula și carnea cu tinctură de Guaiacum încet albastru-verzui.[10][12]

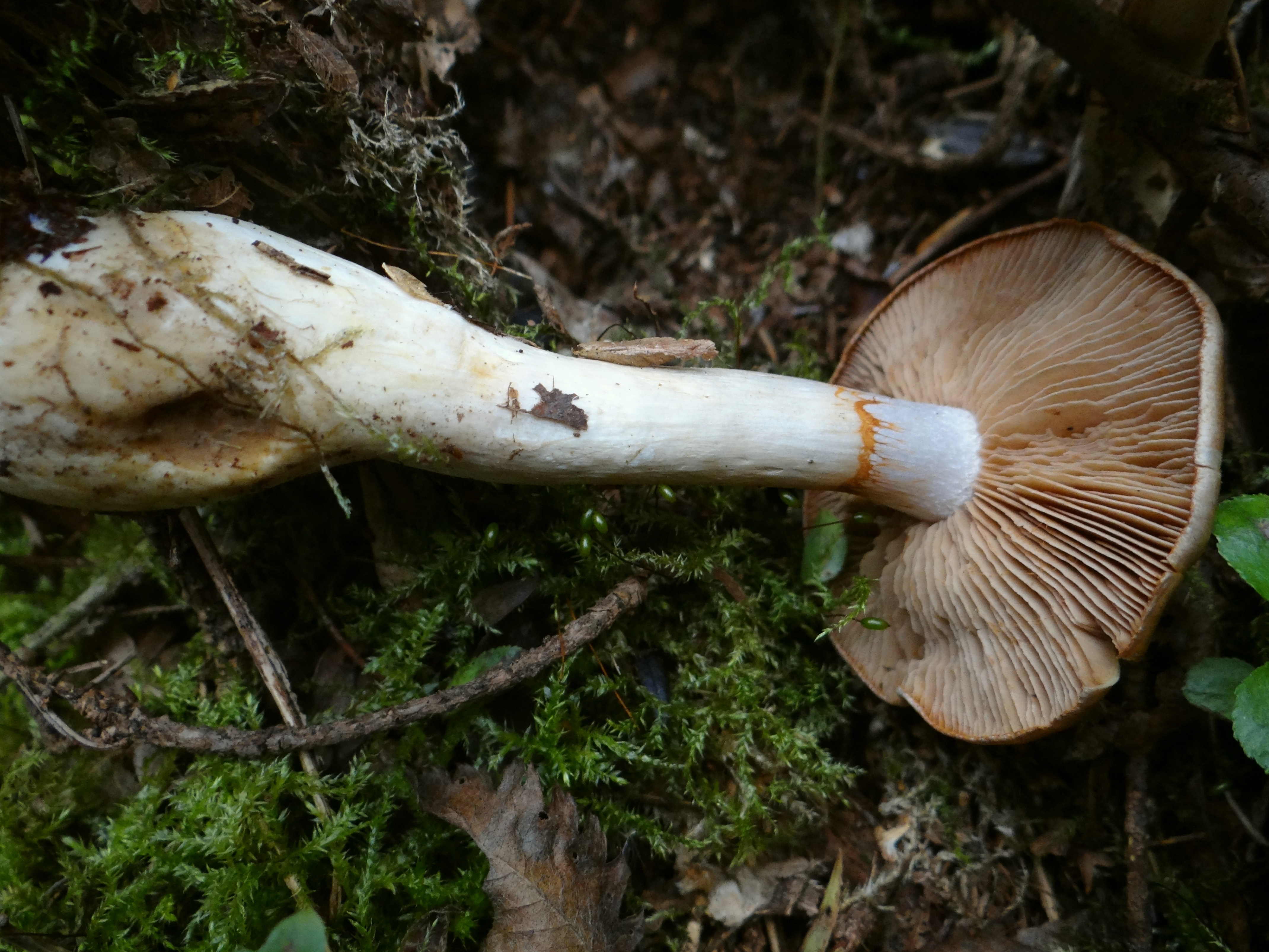
C. anomalus, lamele și picior
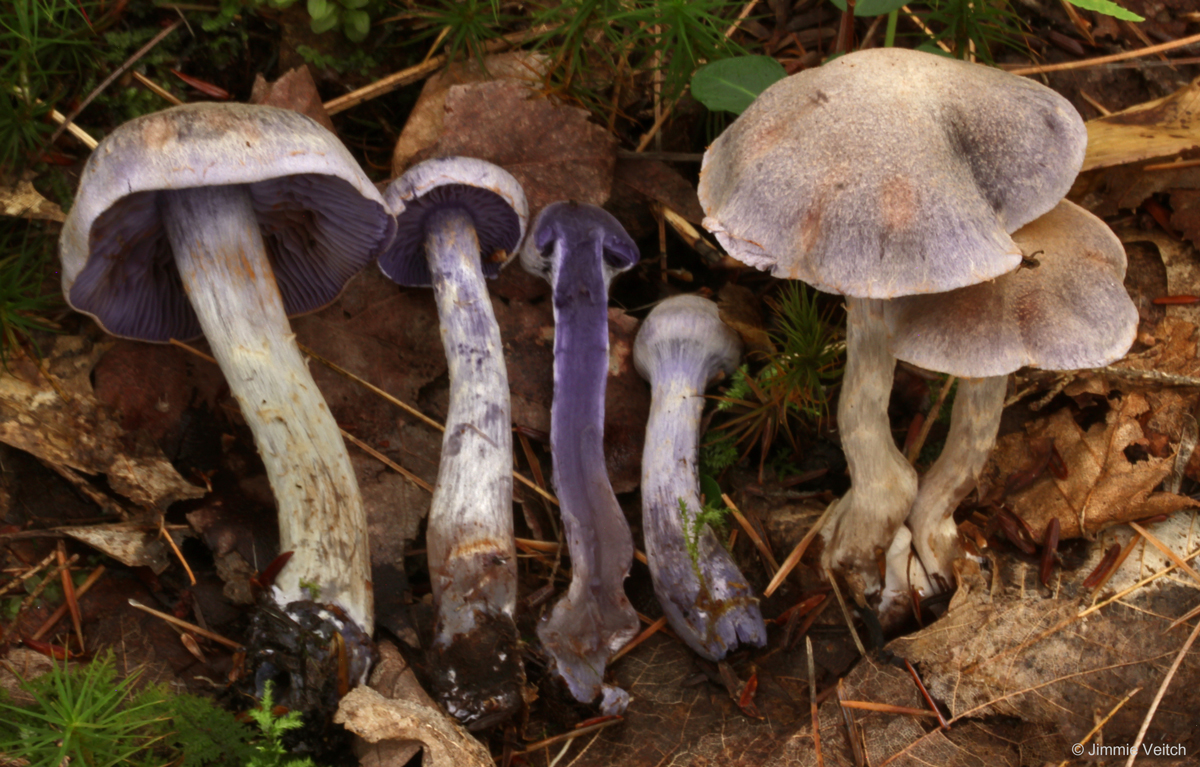
C. anomalus, diverse stadii, secțiune longitudinală
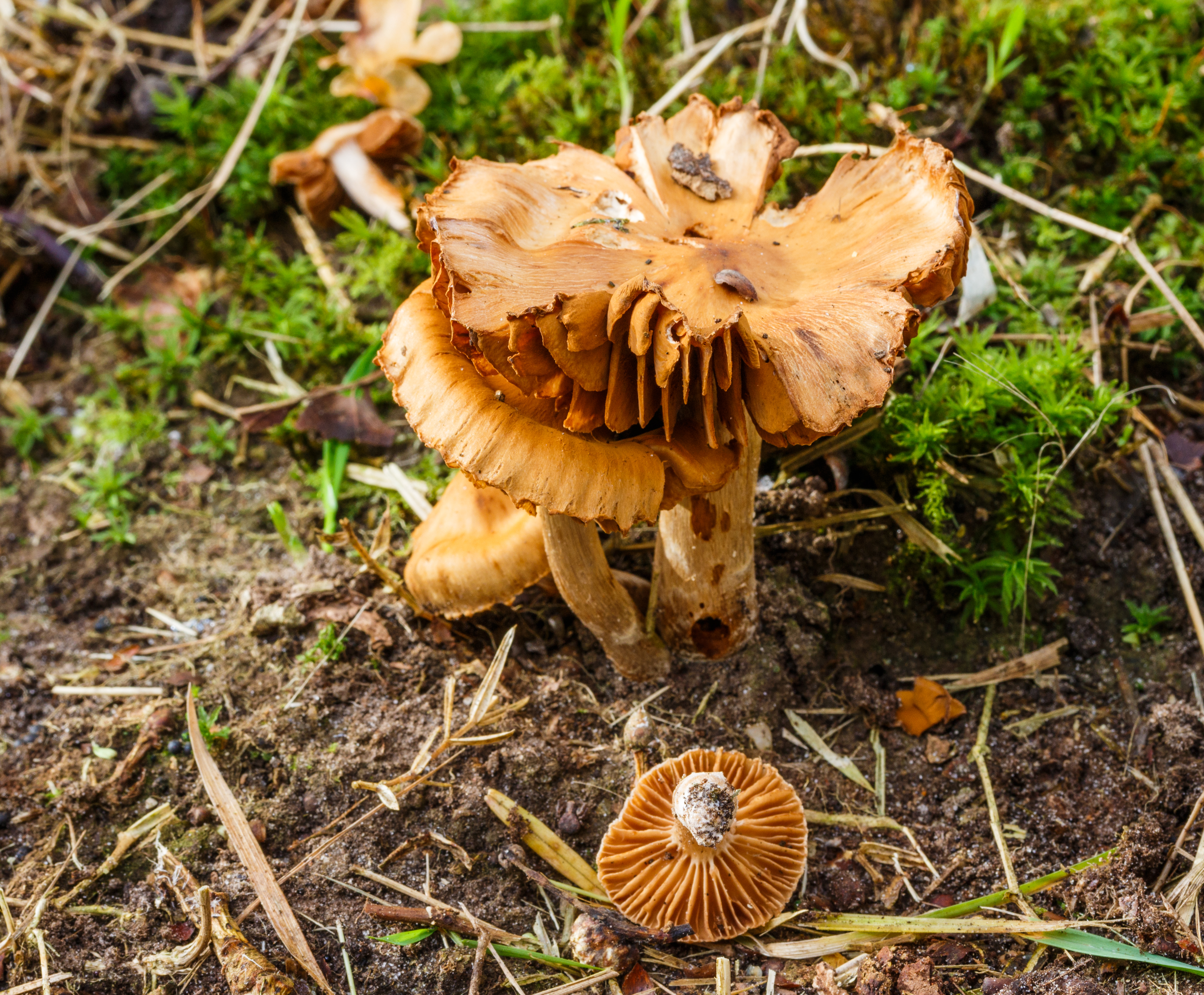
C. anomalus foarte bătrâni
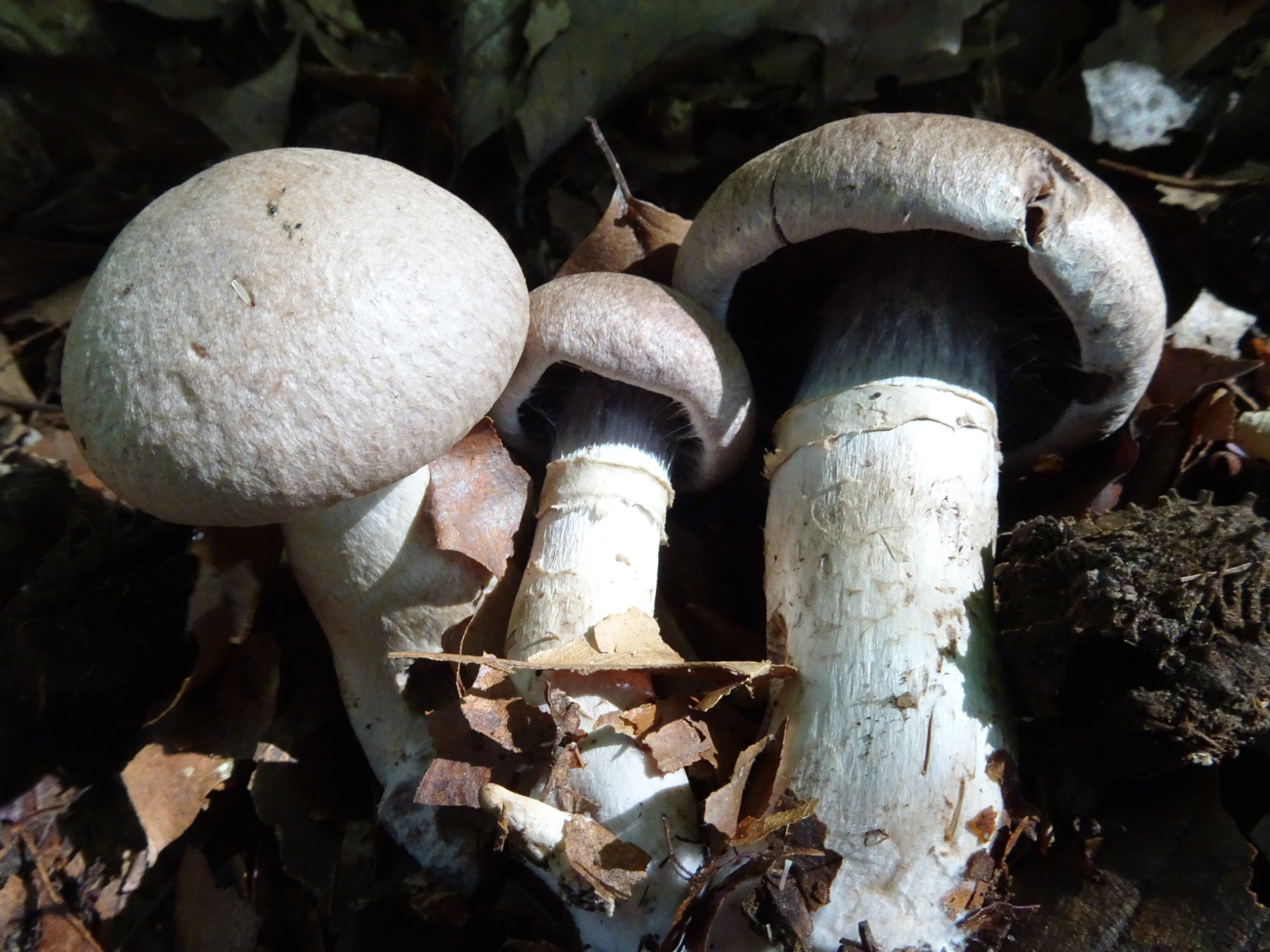
C. anomalus, variație cu inel
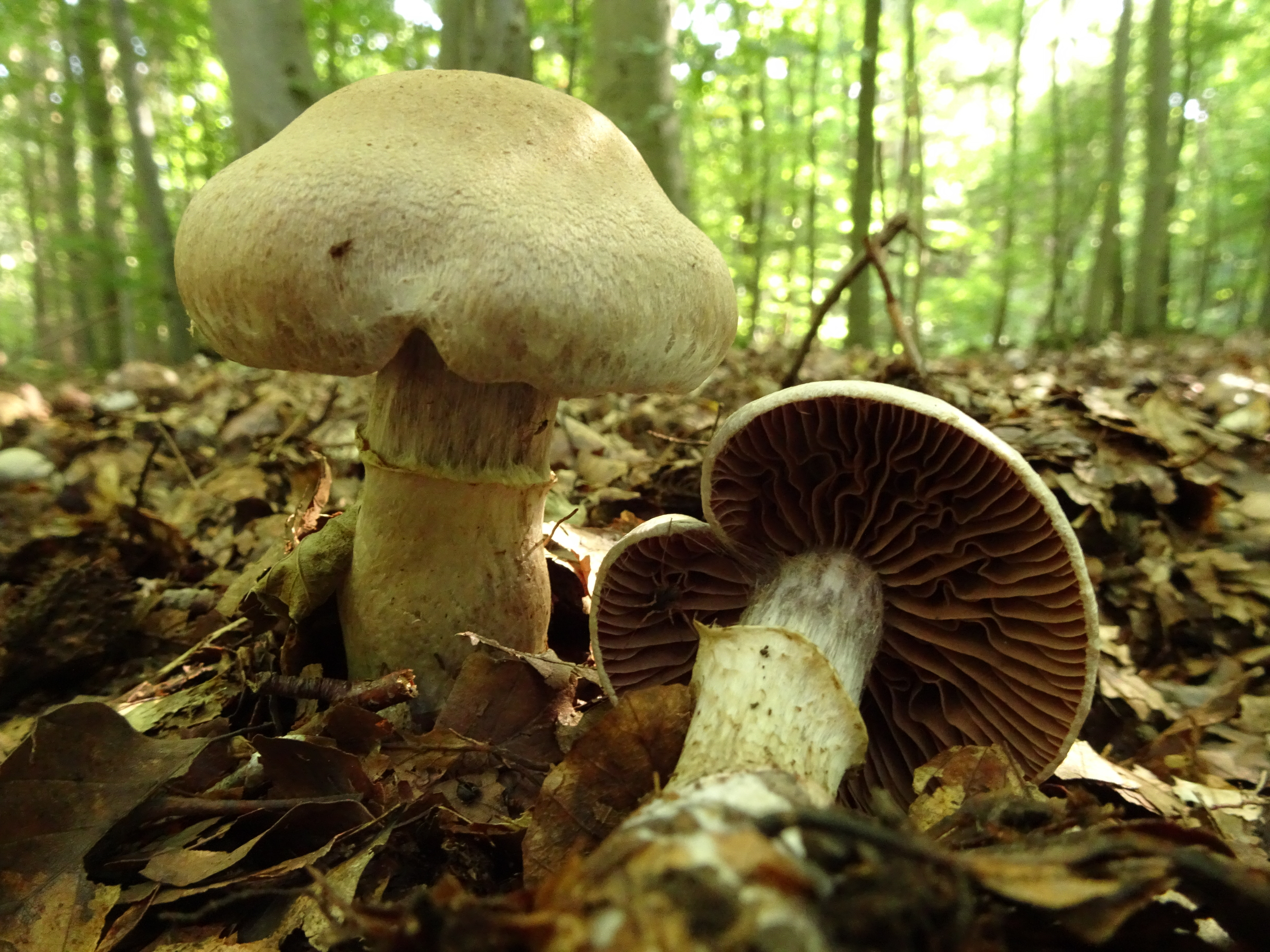
C. anomalus mai maroniu
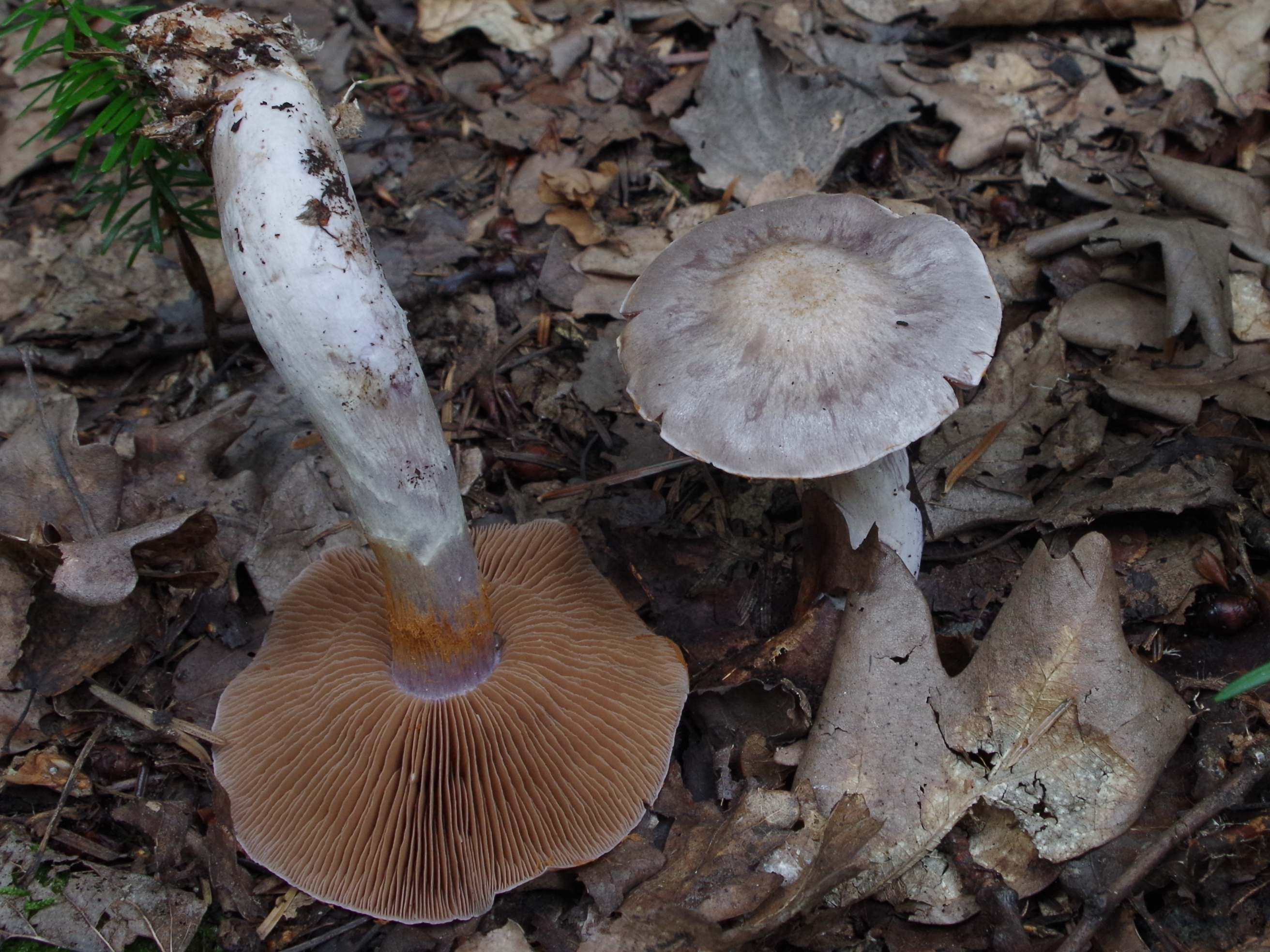
C. anomalus mai liliachiu

## Confuzii
Cortinarius anomalus poate fi confundat de exemplu cu: Cortinarius alboviolaceus (necomestibil), Cortinarius argentatus (necomestibil), Cortinarius allutus, (comestibil, miros de miere, gust blând), Cortinarius camphoratus (necomestibil), Cortinarius caerulescens (necomestibil), Cortinarius caninus (comestibil), Cortinarius caperatus sin. Rozizes caperata (comestibil), Cortinarius cumatilis (comestibil), Cortinarius dibaphus (necomestibil), Cortinarius glaucopus (comestibil), Cortinarius laniger (necomestibil), Cortinarius malachius (necomestibil), Cortinarius percomis (comestibil), Cortinarius spilomeus, (necomestibil), Cortinarius subtortus (necomestibil), Cortinarius terribilis (necomestibil) + imagini, Cortinarius torvus (necomestibil) Cortinarius traganus (destul de otrăvitor) sau Cortinarius vibratilis (necomestibil).

## Specii asemănătoare în imagini

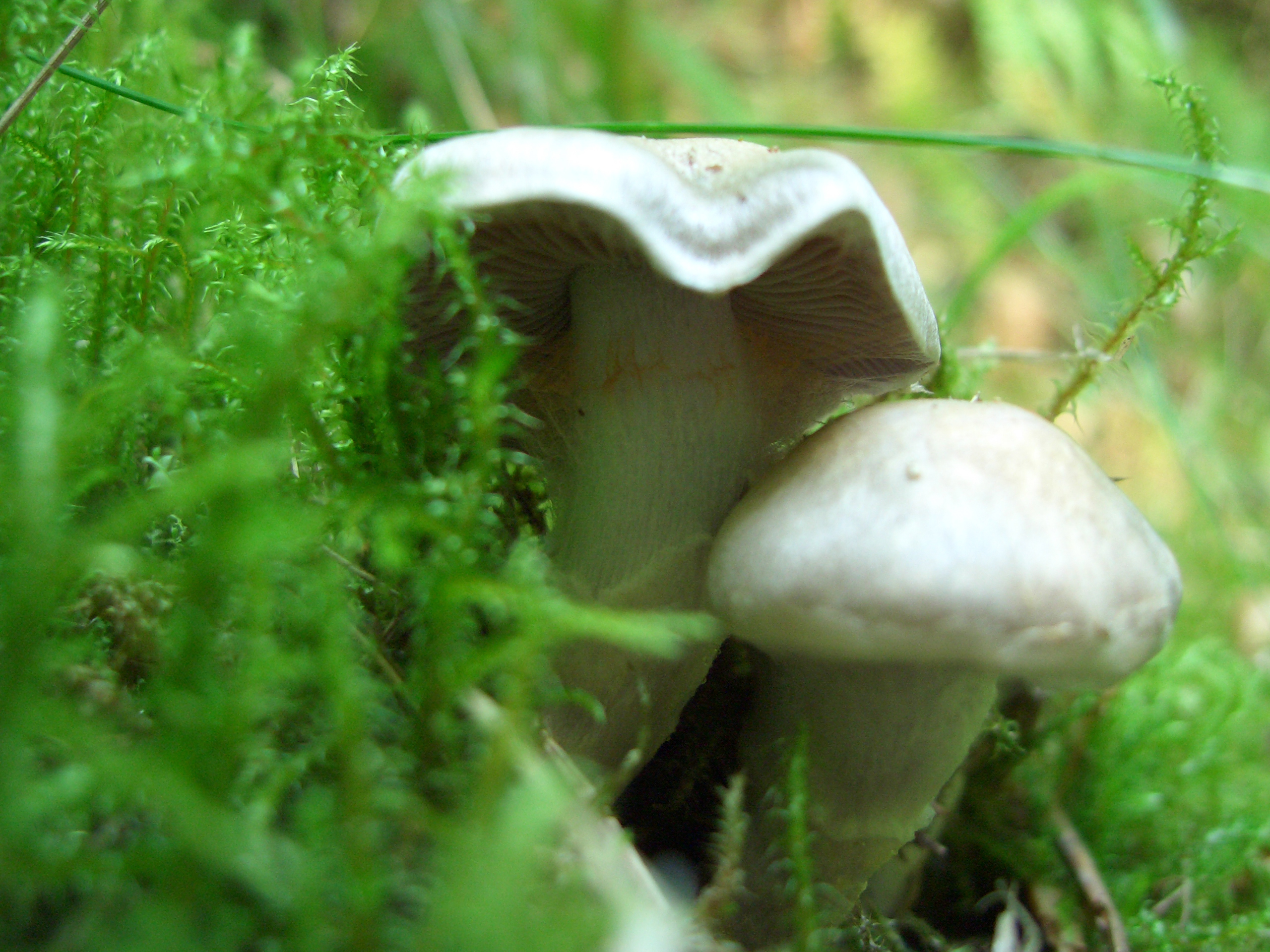
!Cortinarius alboviolaceus!
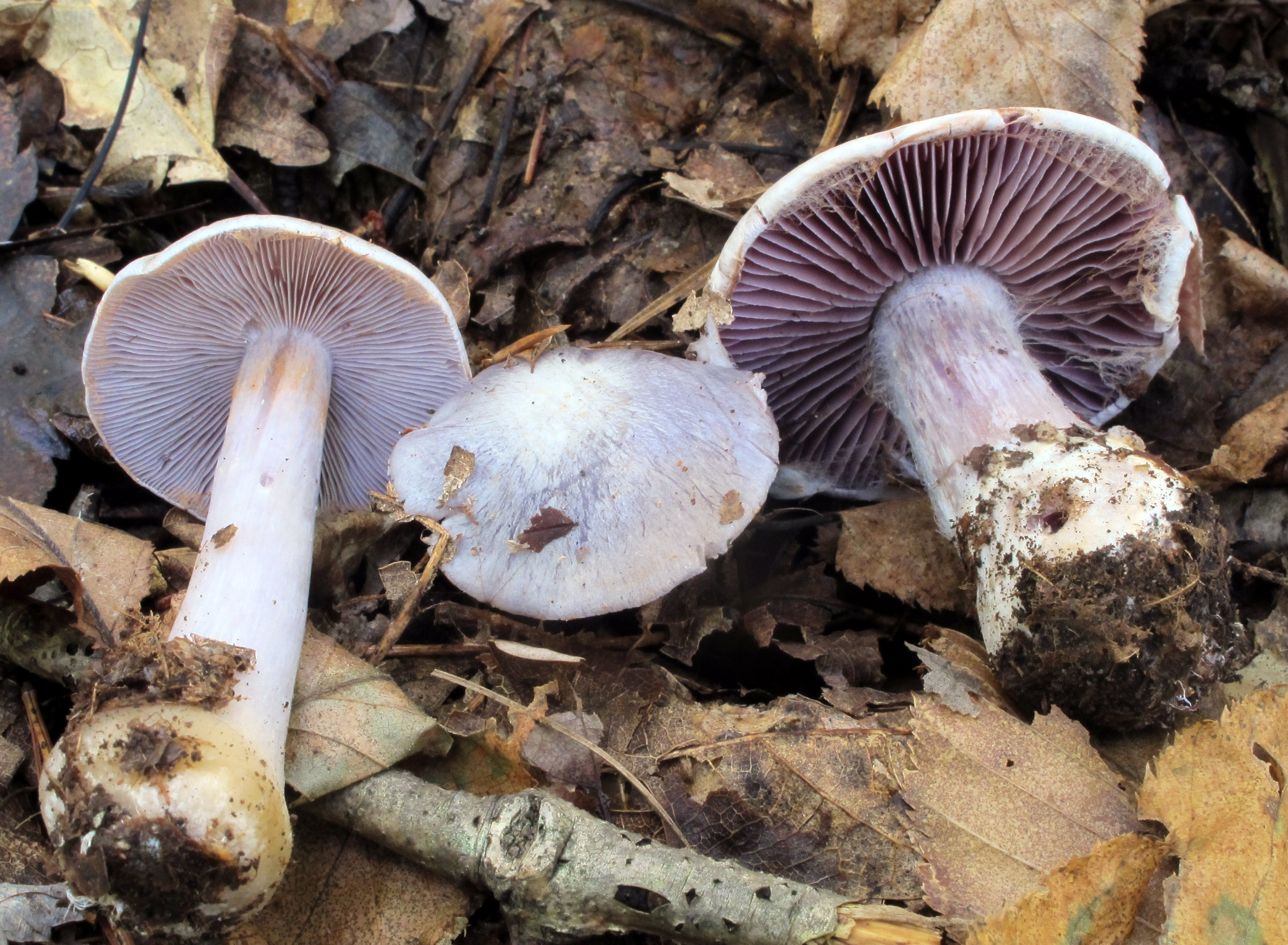
!Cortinarius argentatus!
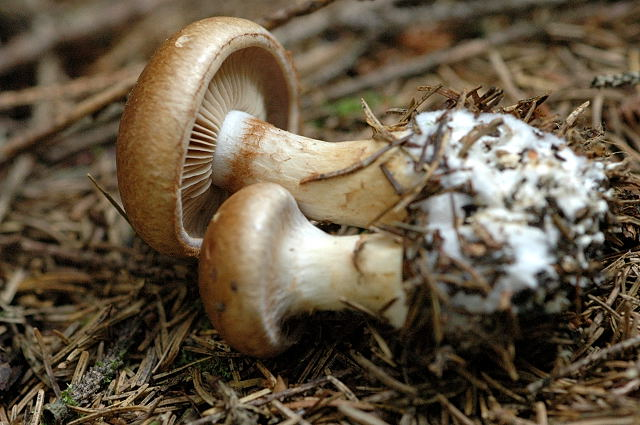
Cortinarius allutus
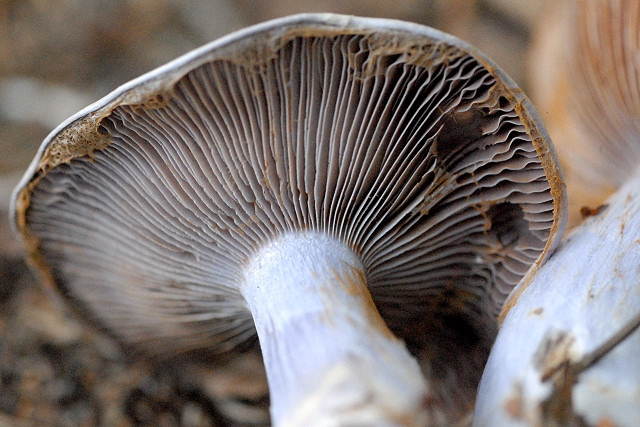
!Cortinarius caerulescens!
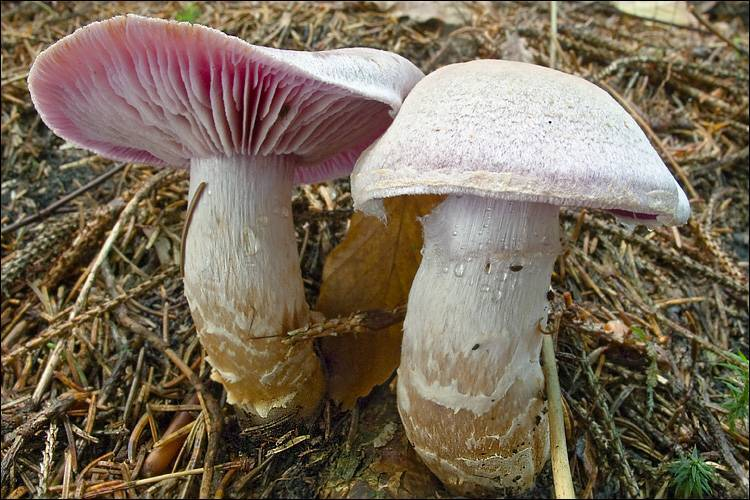
!Cortinarius camphoratus!
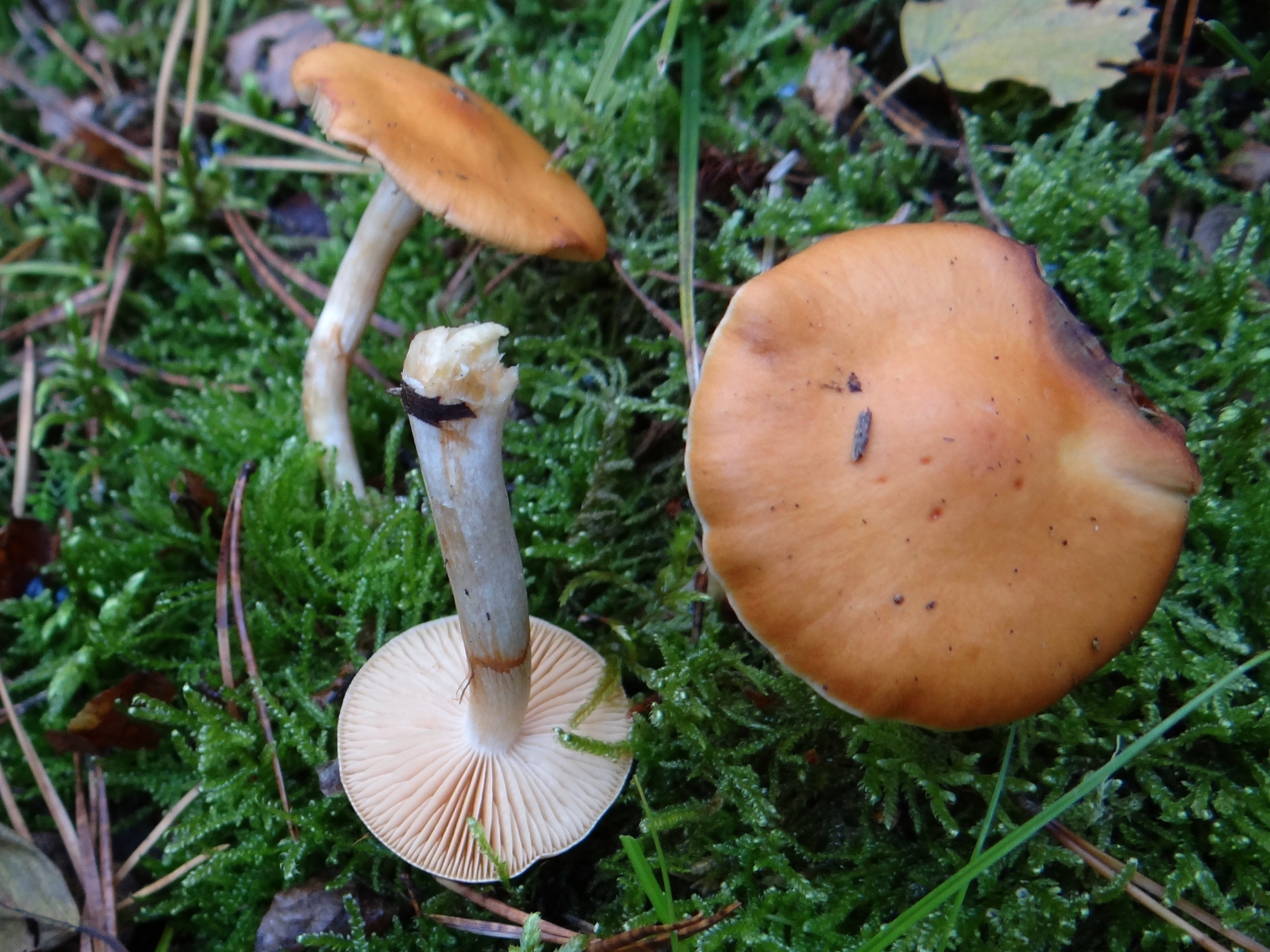
Cortinarius caninus
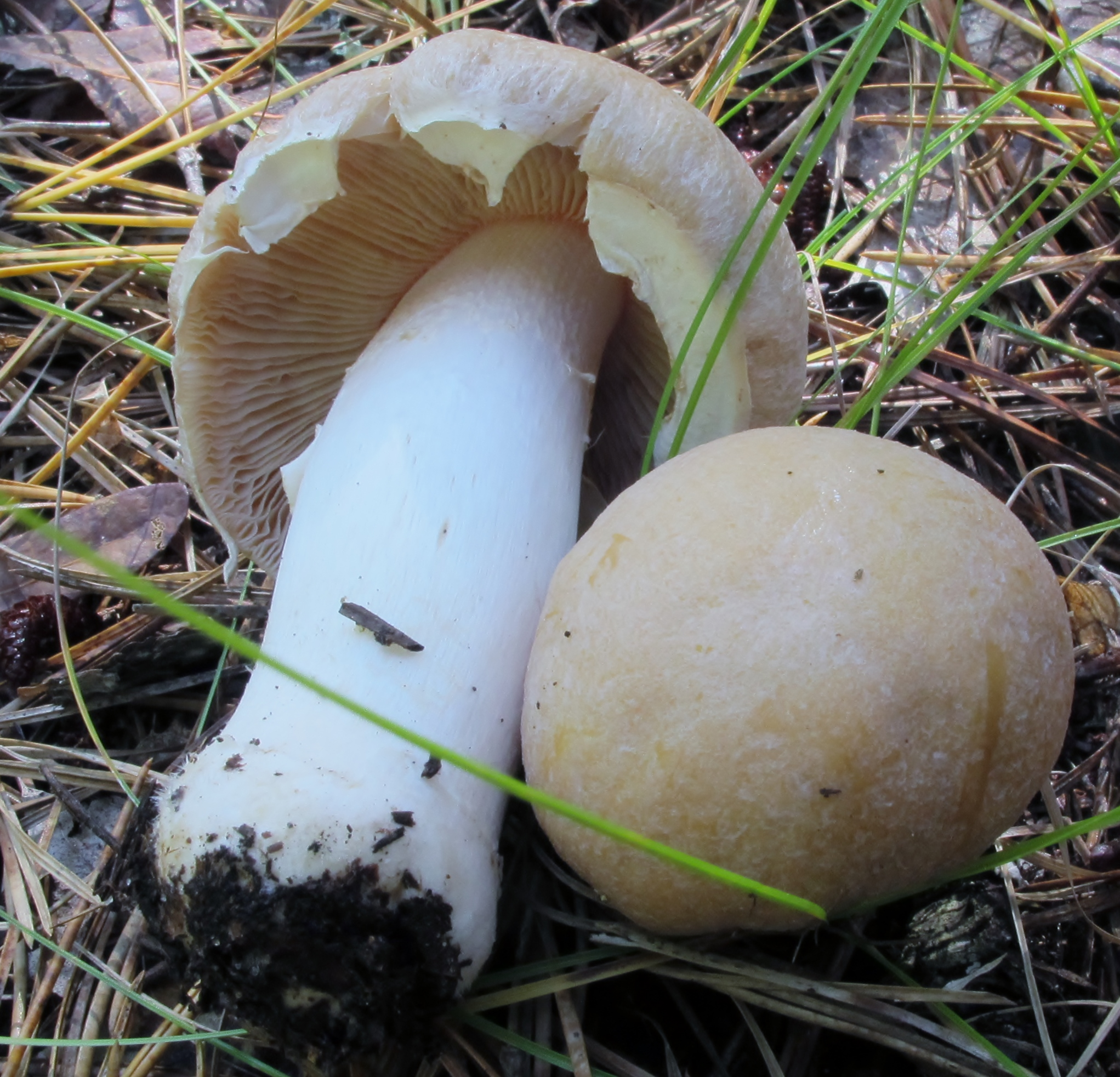
Cortinarius caperatus
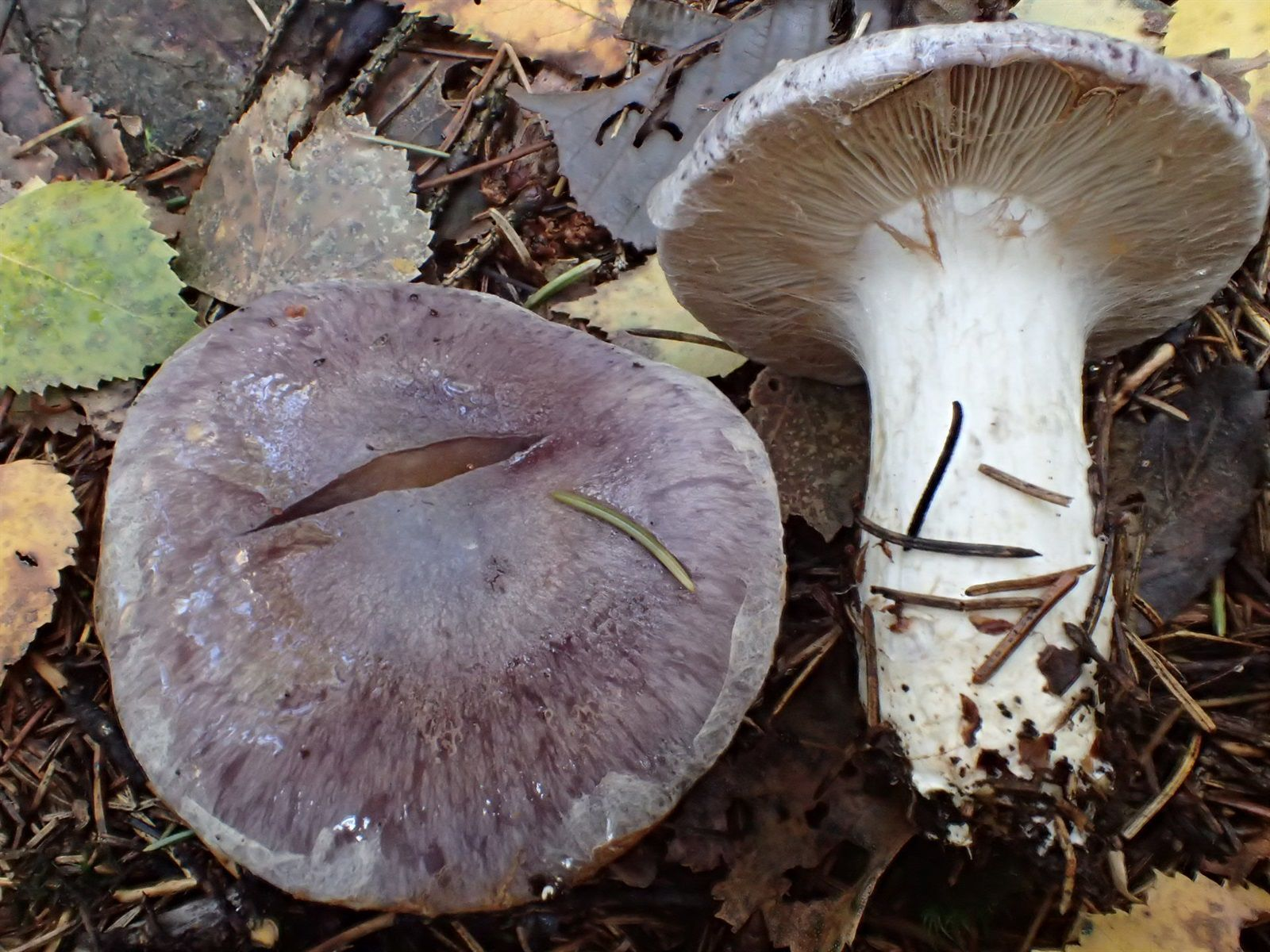
Cortinarius cumatilis
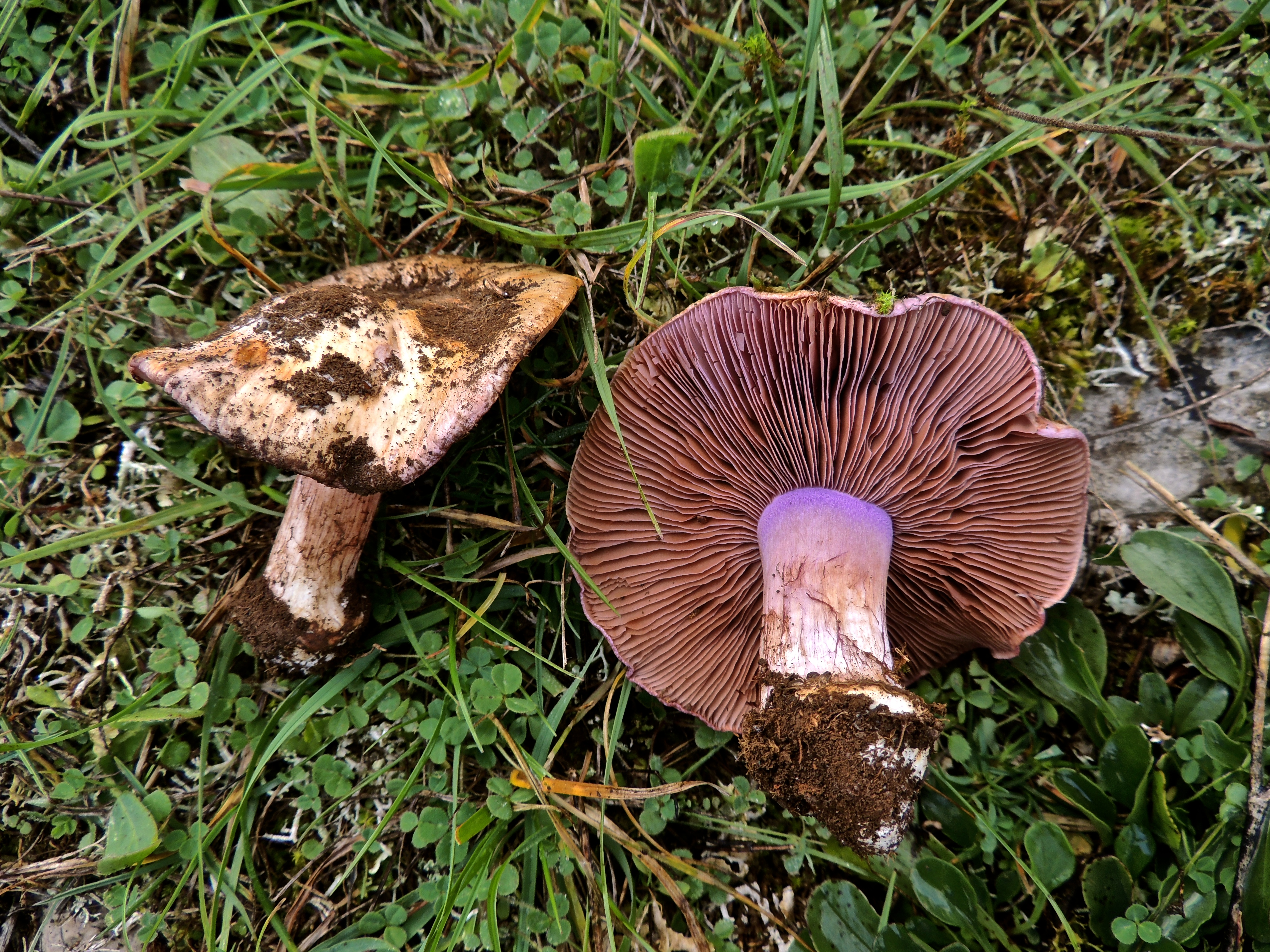
!Cortinarius dibaphus!
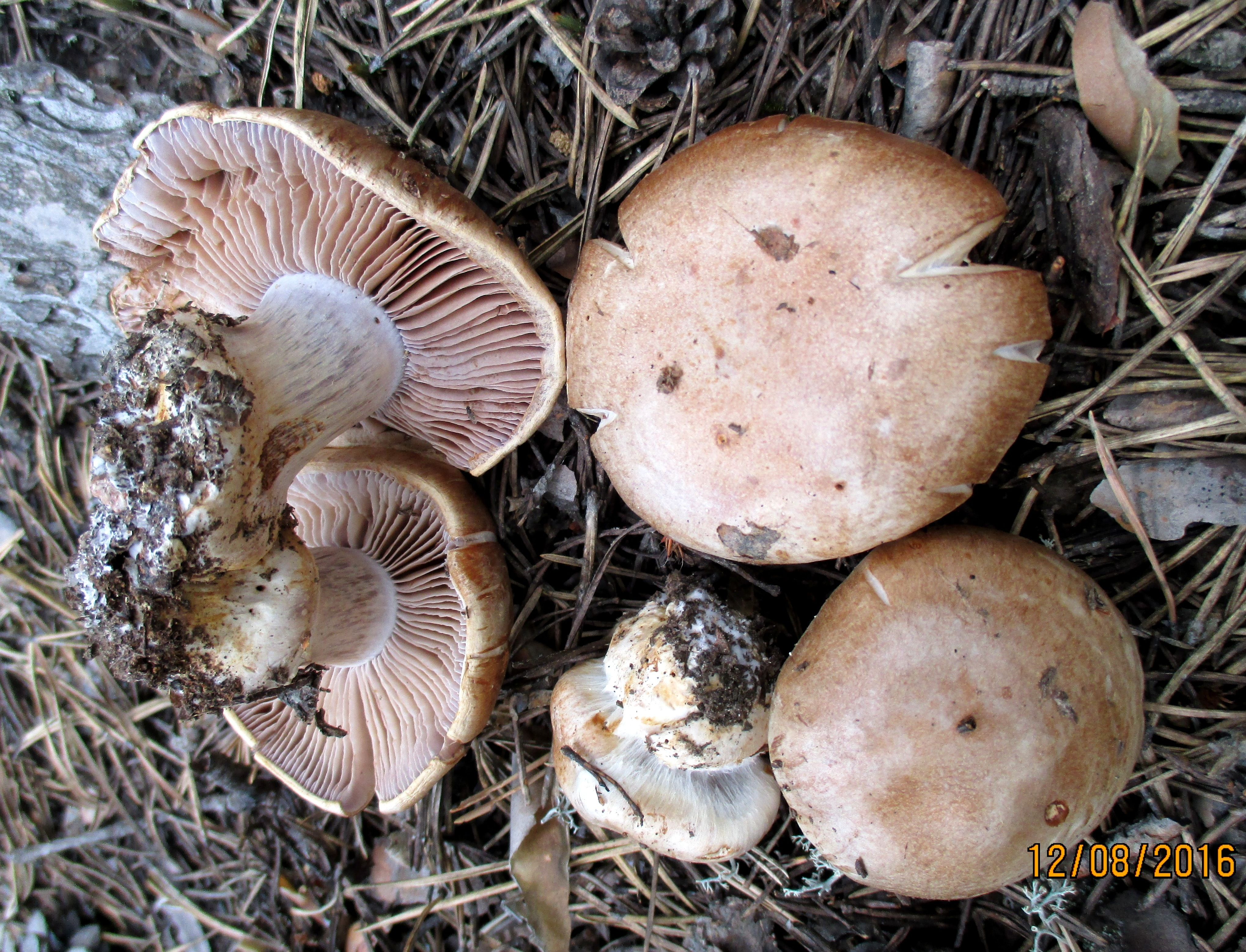
Cortinarius glaucopus

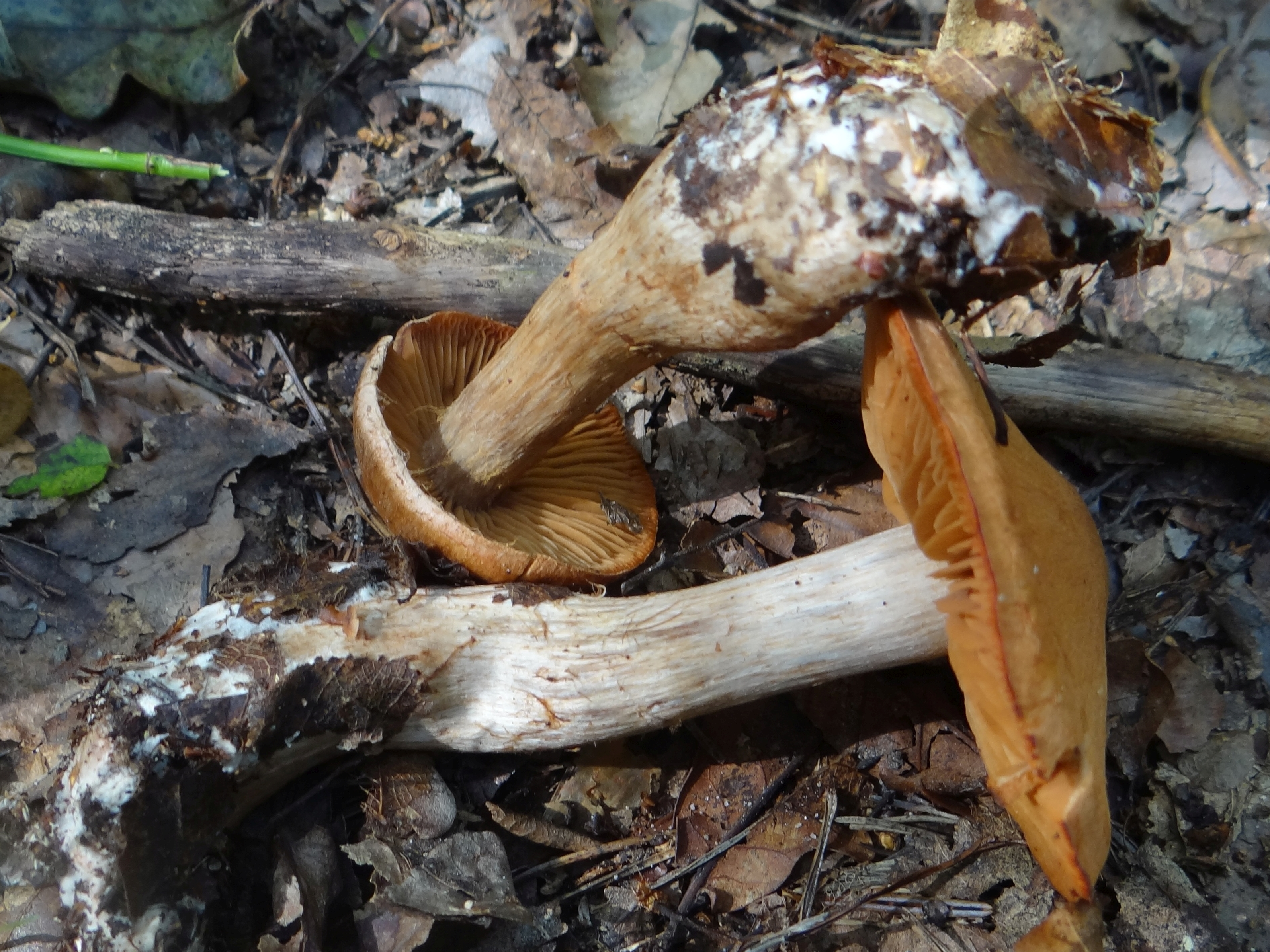
!Cortinarius laniger!
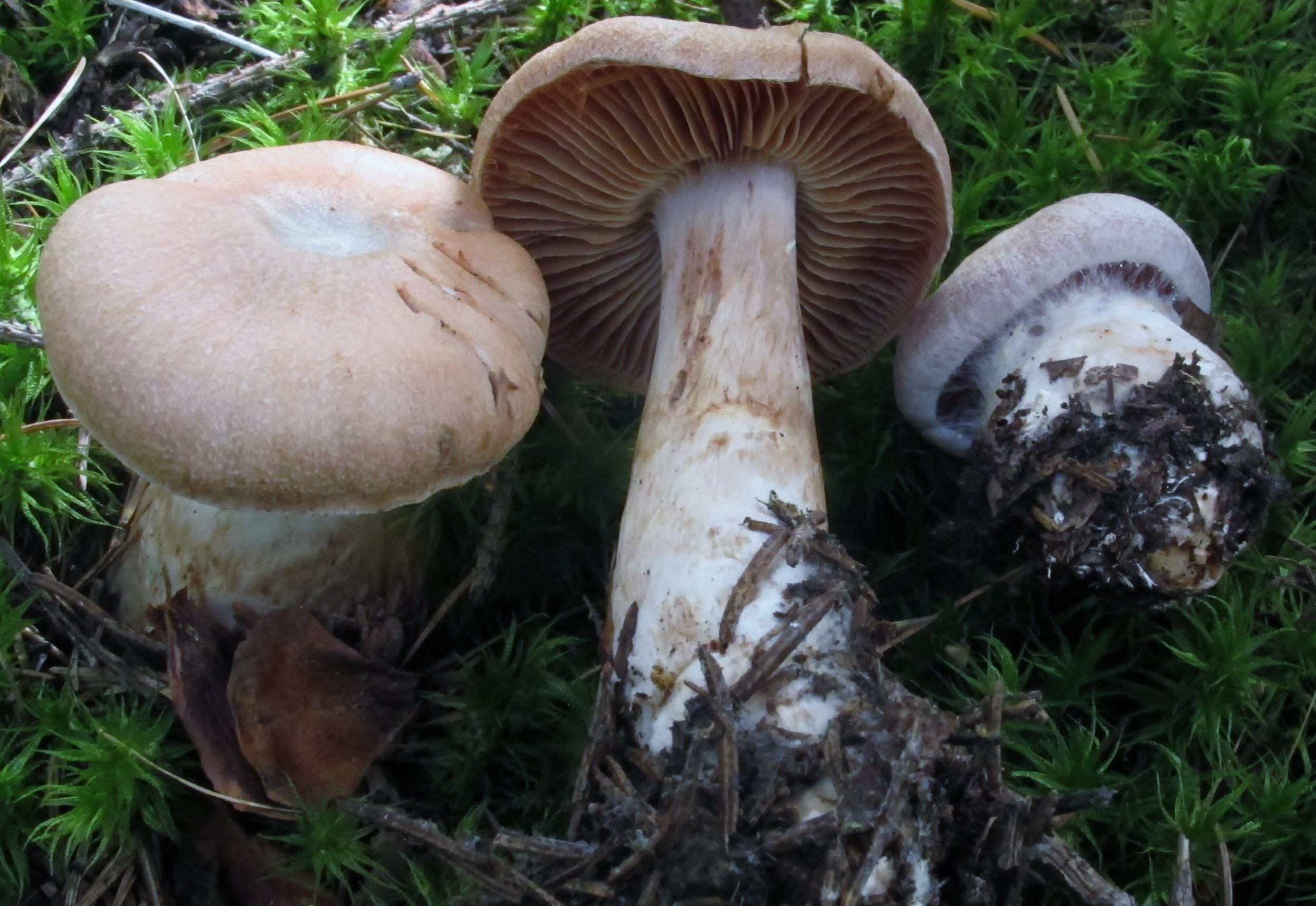
!Cortinarius malachius!
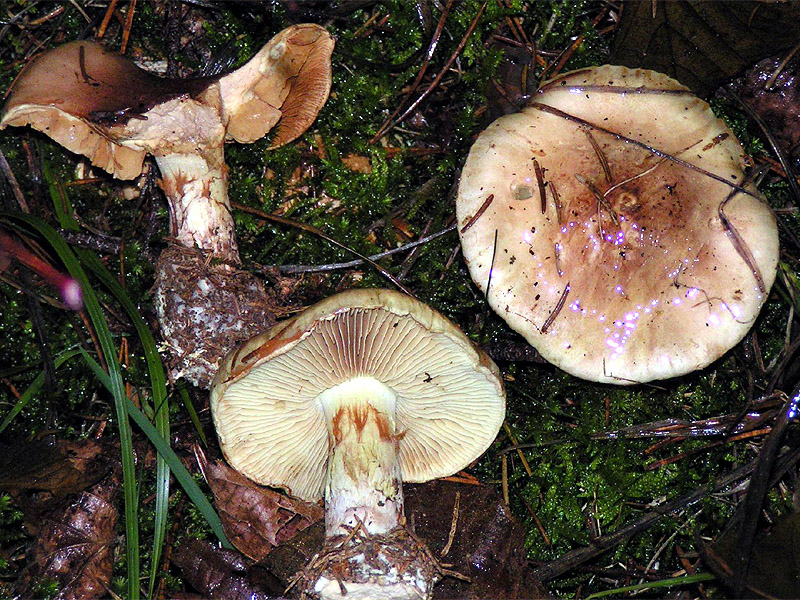
Cortinarius percomis
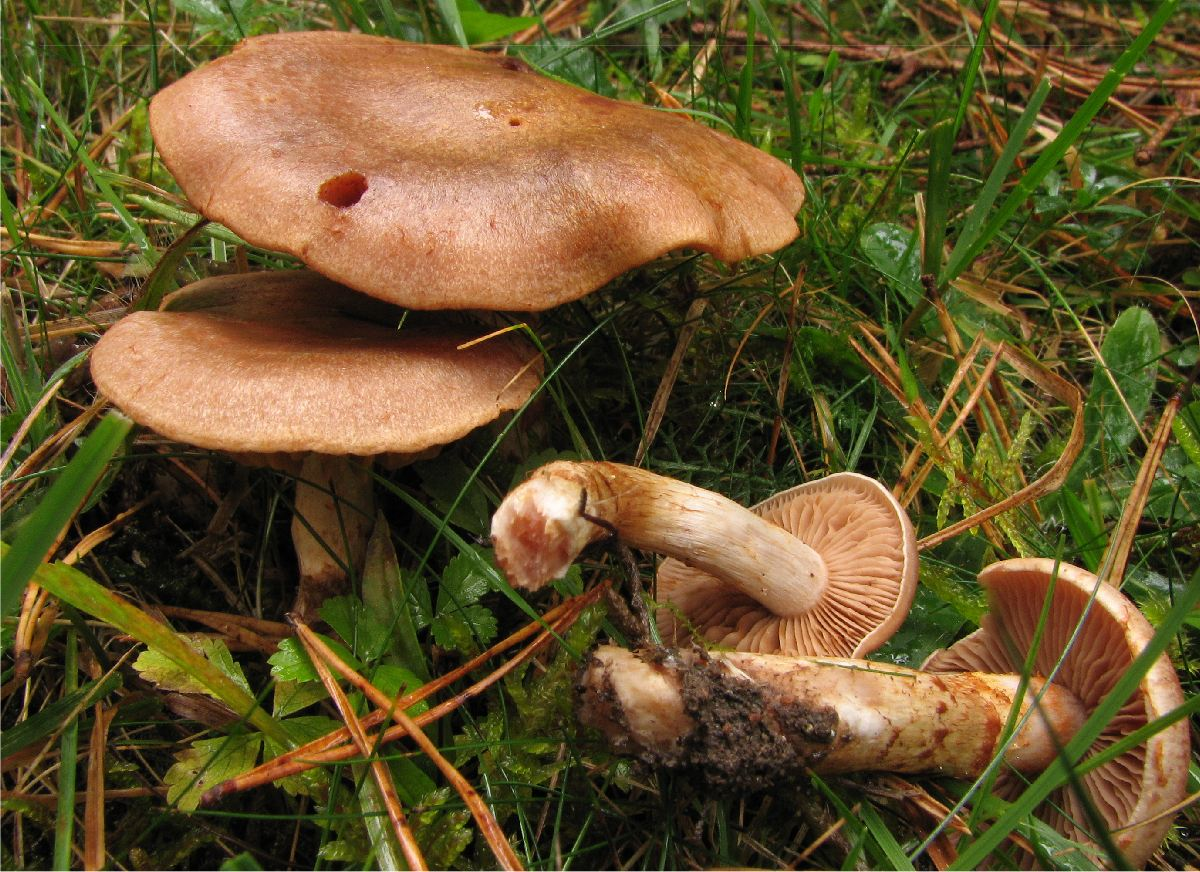
!Cortinarius spilomeus!
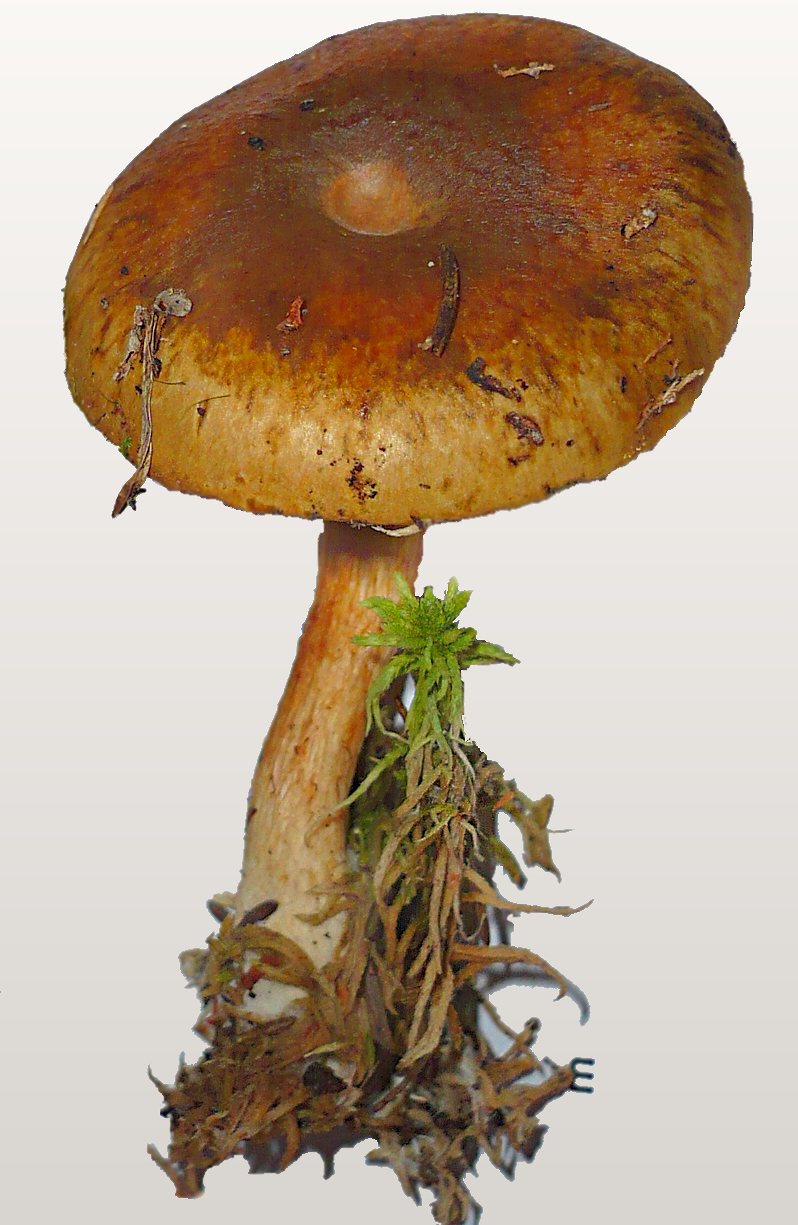
!Cortinarius subtortus!
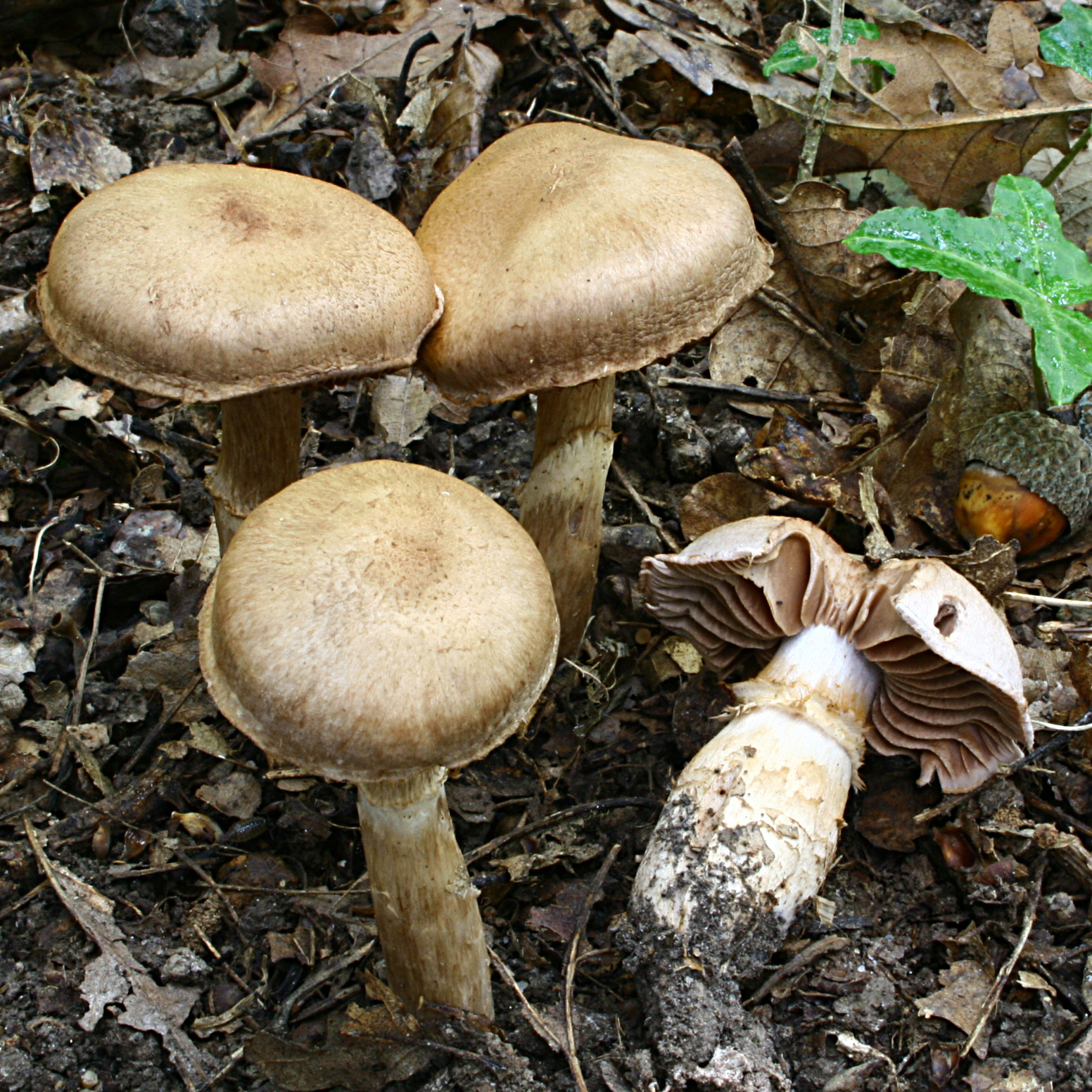
!Cortinarius torvus!
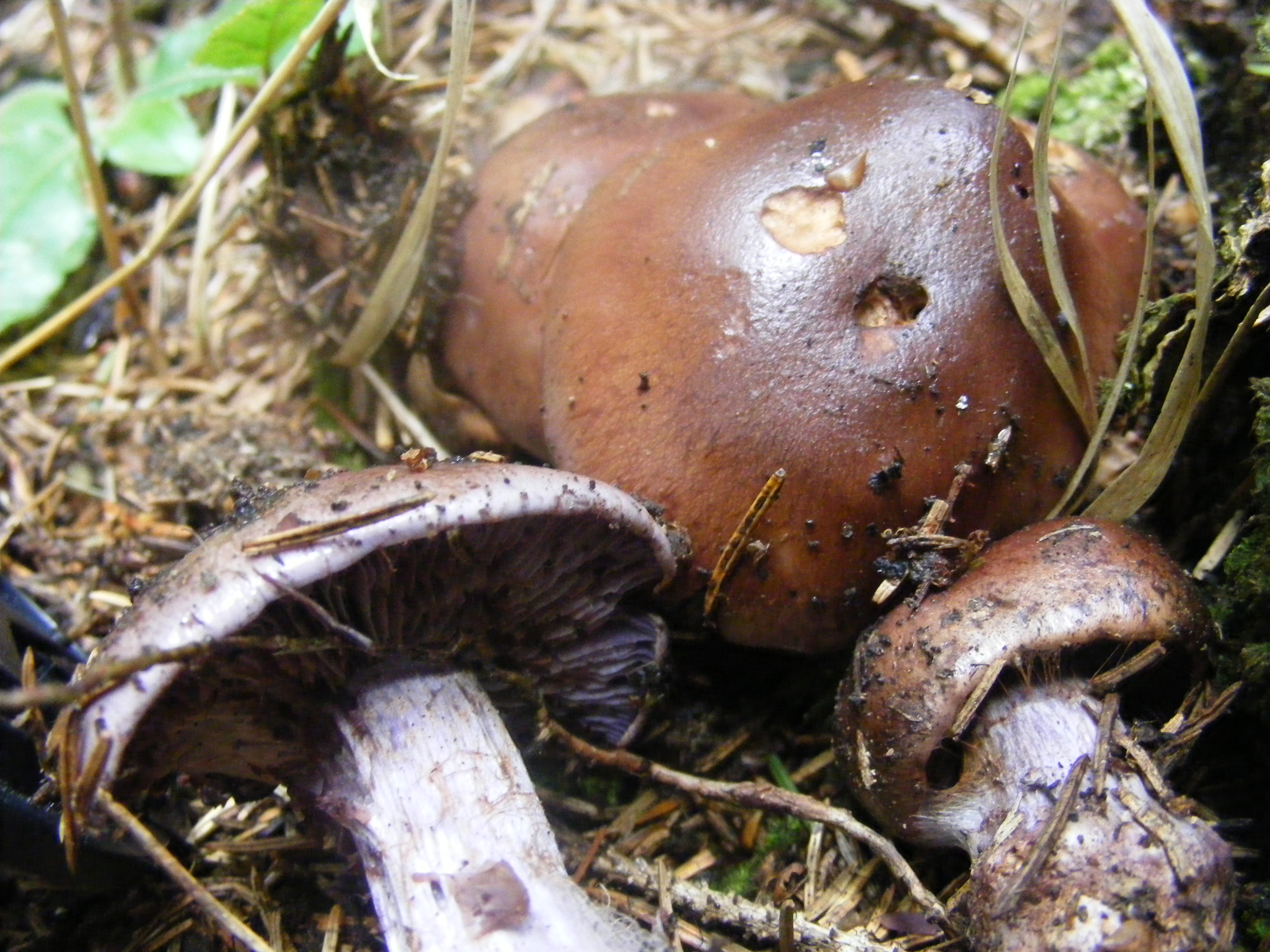
!!Cortinarius traganus!!
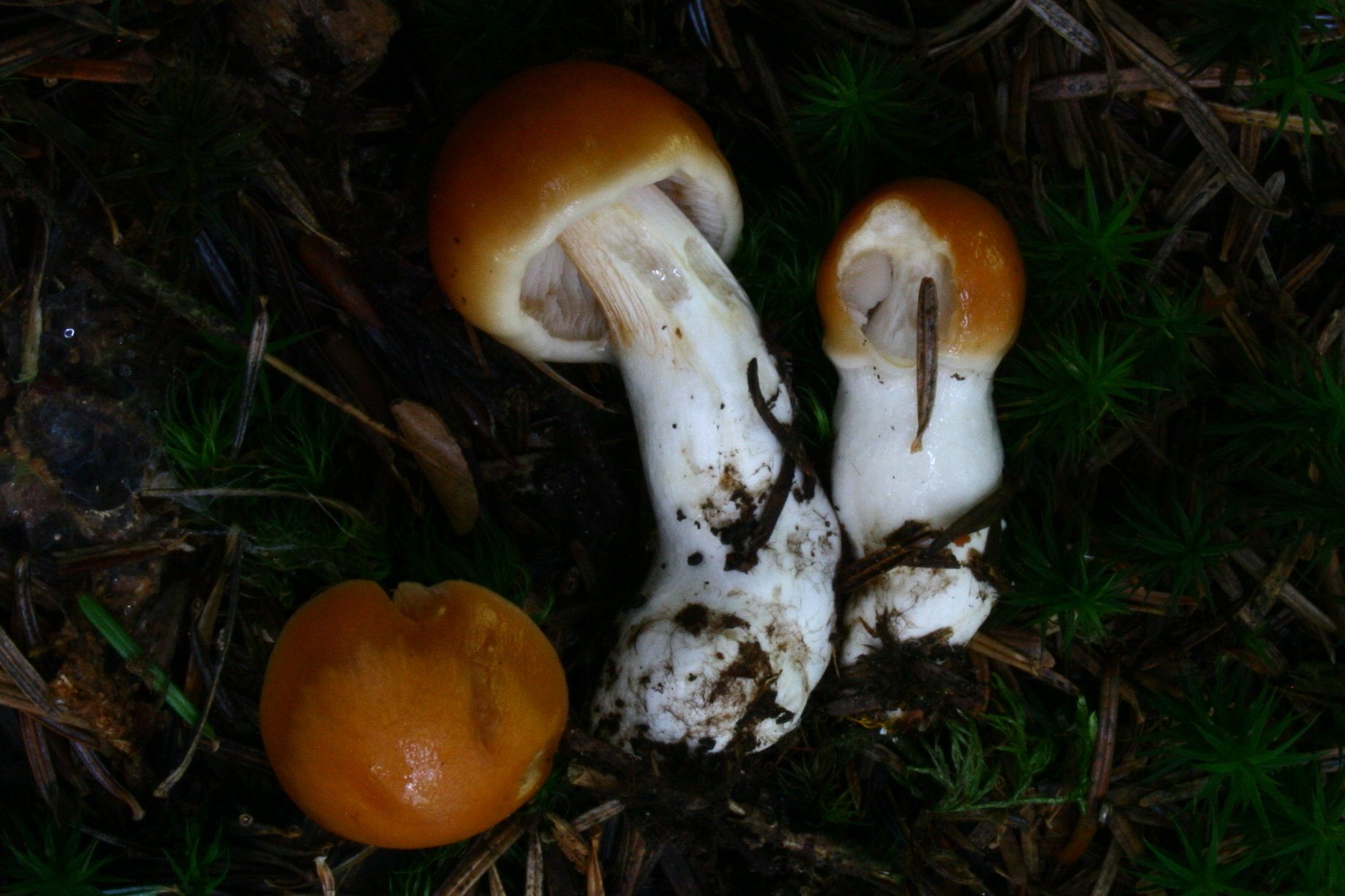
!Cortinarius vibratilis!

## Valorificare
Cortinarius anomalus este mai degrabă de calitate culinară scăzută. Astfel o mâncare cu numai această ciupercă nu se recomandă, dar exemplare tinere pot fi folosite împreună cu alte ciuperci.